# Reise von Petersburg nach Moskau
Reise von Petersburg nach Moskau (russisch Путешествие из Петербурга в Москву / Puteschestwije is Peterburga w Moskwu, wiss. Transliteration Putešestvie iz Peterburga v Moskvu) ist ein von den Ideen der Aufklärung beeinflusster Roman des russischen Philosophen und Schriftstellers Alexander Radischtschew (1749–1802).

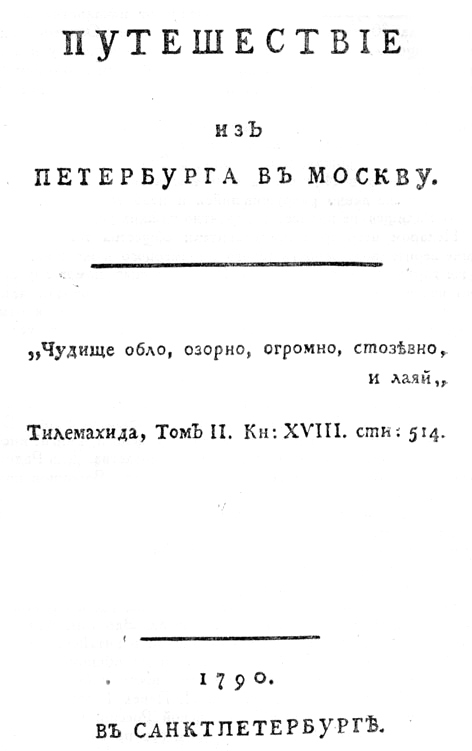
Reise von Petersburg nach Moskau (Titelseite der Erstausgabe von 1790)

## Kurzeinführung
Es ist das bekannteste Werk von Alexander Radischtschew. Es wurde im Mai 1790 im Russischen Reich veröffentlicht, wobei es ohne Autorenvermerk gedruckt wurde.
In dem intellektuellen Reisebericht des russischen Prosaschreibers, Dichters, Philosophen, Sozialdenkers und Revolutionärs sind die aufklärerischen Ideen des Autors, die deutlich von den europäischen Ideen der Zeit beeinflusst sind, stark zu spüren. Beim Schreiben dieses Buches wurde der Autor von dem englischen Schriftsteller Laurence Sterne und dessen Werk A Sentimental Journey through France and Italy beeinflusst und fängt die Manifestationen des sozialen und staatlichen Lebens Russlands zu dieser Zeit bestens ein.

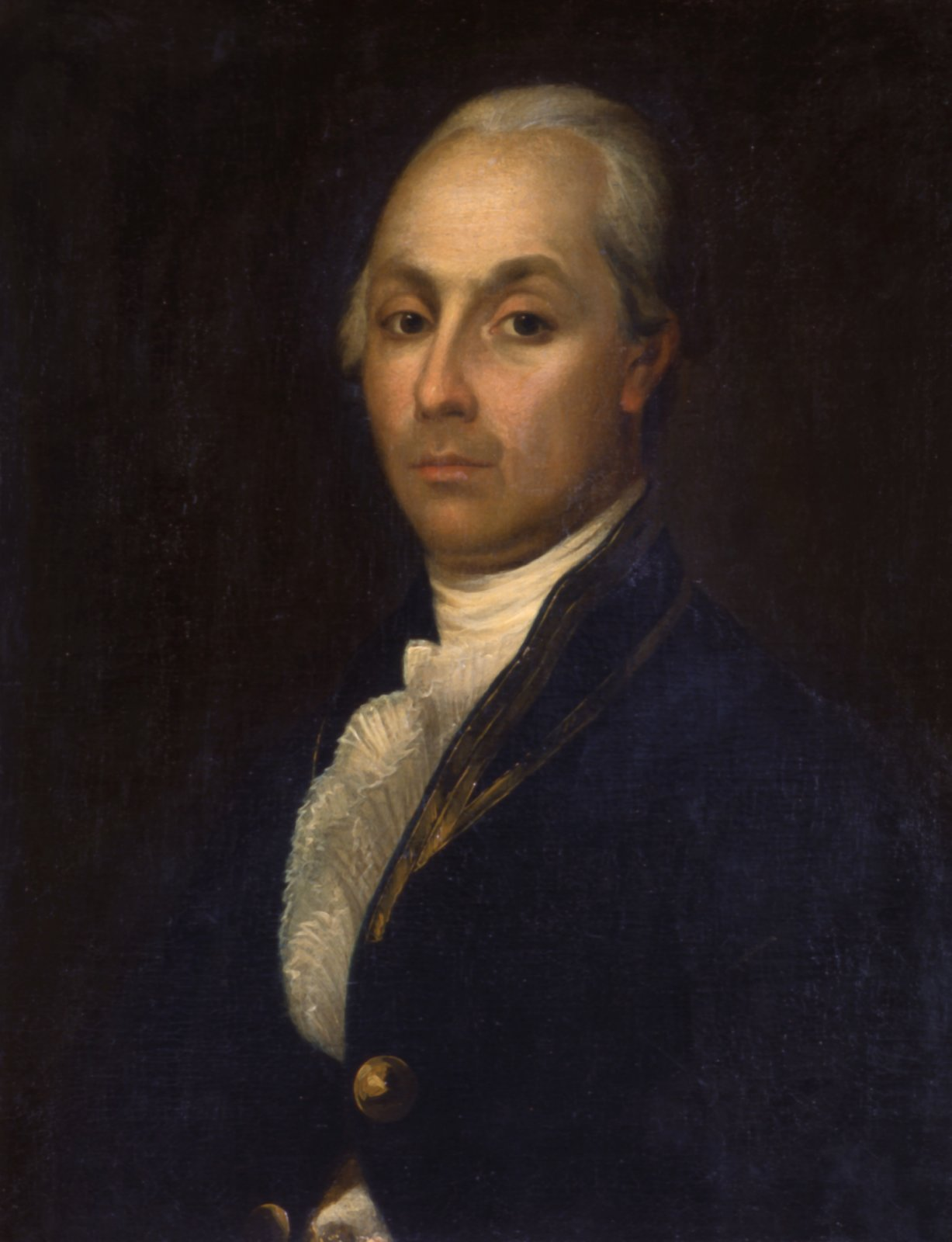
Alexander Radischtschew

Für seine scharfe Kritik an der zaristischen Autokratie, der ungerechten Ordnung der russischen Gesellschaft und die in diesem Werk vorgetragenen fortschrittlichen Ideen wurde der Autor unmittelbar nach der Veröffentlichung seines Werkes 1790 von Katharina der Großen dann fast hingerichtet, letztlich wurde er jedoch „nur“ für zehn Jahre nach Sibirien verbannt, von wo er, später (nach dem Tod Katharinas) begnadigt, nach sechs Jahren Verbannung zurückkehrte.

Die Schilderung der Verhältnisse der damaligen Zeit durch den österreichischen Schriftsteller Bernhard Stern (1867–1927) beginnt mit den folgenden Worten: 

„Der Publizist Radischtschew  wird  von  Katharina  vor  Gericht geschleppt und  nach  Sibirien  verbannt,  weil  er  in  seiner  „Reise von  Petersburg  nach  Moskau“ eine ziemlich harmlose  Kritik der sozialen Zustände zu veröffentlichen  gewagt hat; aber dieselbe Zarin überschüttet den Lustspieldichter Von-Wisin, der in seinen Stücken  erbarmungslos den Hof und die Gesellschaft geißelt, mit einer Überfülle von Ehren; und Patjomkin, selbst durch die Satire schwer verwundet, drückt dem Dichter die Hand und sagt ihm: „Jetzt stirb, oder dichte nicht mehr! […]““

Radischtschews Reise folgte der Hauptroute zwischen St. Petersburg und Moskau. Die Kapitel des Werks sind nach den von ihm besuchten Ortschaften benannt: Sankt Petersburg → Sofija → Tosno → Ljuban → Tschudowo → Spasskaja Polist → Podberesje → Weliki Nowgorod → Bronniza → Saizewo → Krestzy → Jaschelbizy → Waldai → Jedrowo → Chotilowo → Wyschni Wolotschok → Wydropuschsk → Torschok → Mednoje → Twer → Gorodnja → Sawidowo → Klin → Peschki →  Tschornaja Grjas → Moskau.
Das Buch wurde von Alexander Herzen 1858 in London gedruckt, ein Nachdruck erfolgte 1876 in Leipzig. Bereits 1793 erschienen in deutscher Übersetzung die ersten sechs Kapitel in der Deutschen Monatsschrift in Berlin, wobei der bisher unbekannte Übersetzer vermutlich aus dem Kreis der ehemaligen Leipziger Studienfreunde von Radischtschew kam. In Russland selbst erschien das Buch erst nach der Revolution von 1905.